# NASDAQ OMX Group

Logo společnosti NASDAQ OMX Group

NASDAQ OMX Group (NASDAQ:NDAQ) je americká veřejně obchodovatelná společnost, která vlastní a provozuje elektronický obchodovací systém NASDAQ. Její sídlo je v New Yorku a jejím generálním ředitelem je Robert Greifeld. Společnost byla založena roku 1971, v roce 2001 pak uvedla své akcie na trh. Dne 25. května 2007 NDAQ souhlasila s odkoupením švédské burzy OMX za 3,7 miliardy dolarů a vytvořila společnost NASDAQ OMX Group.